# NGC 4986
NGC 4986 este o galaxie spirală situată în constelația Câinii de Vânătoare. A fost descoperită în 1 mai 1785 de către William Herschel. Se află la o distanță de 72,41 de megaparseci de Pământ.